# Celia Castro

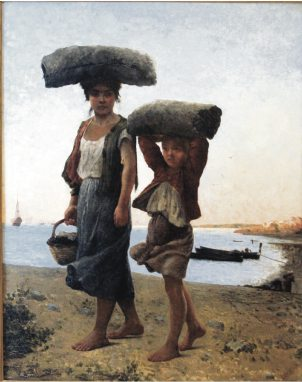
«Las playeras» tela al óleo obra de Celia Castro. Dimensiones 139cm x 188cm, hecha en 1889

Celia Castro (Valparaíso, 1860 - Valparaiso, 19 de junio de 1930) fue la primera mujer en estudiar pintura profesional en Chile, se destaca por sus melancólicos registros de la realidad. Sus maestros le dieron una relevancia importante dentro del país, inesperada para una mujer de esa época; destacan entre sus maestros el pintor Pedro Lira. Chile la recuerda por ser una de las mujeres pioneras que, desafiando las convenciones sociales, se dedicó a desarrollar su talento artístico más allá del ámbito hogareño, superando a sus compañeros varones.
Junto con sus contemporáneas, las hermanas Aurora Mira y Magdalena Mira lograron obtener reconocimiento como reales pintoras, siendo Celia la primera mujer becada para su perfeccionamiento en Europa. 

## Biografía

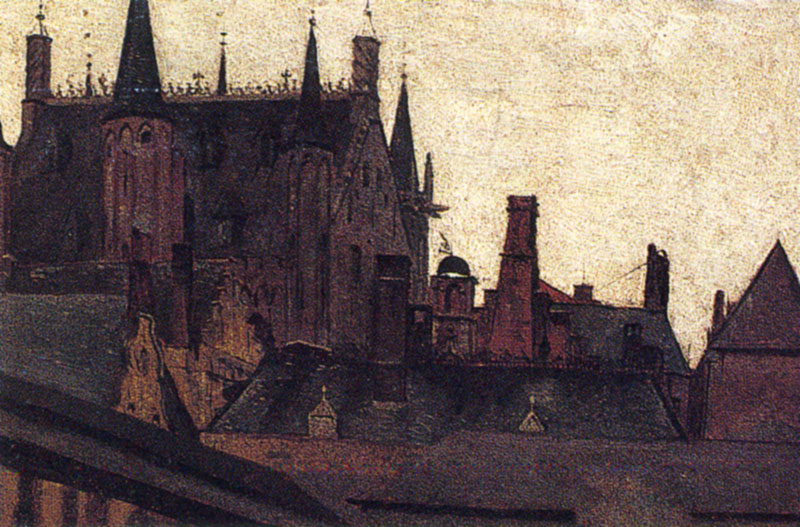
Techos de París. Celia Castro fue la primera pintora chilena en recibir una beca para perfeccionarse en el extranjero. Junto con varios compañeros viaja a París donde se inspira este oleó.

La vida de Celia Castro en el ambiente cultural comienza con su encuentro con el pintor Manuel Antonio Caro, quien le recomendó, al ver sus trabajos, dirigirse a Santiago para estudiar profesionalmente en Bellas Artes. Siguiendo su consejo, Castro estudió pintura, primero, con Pedro Ohlsen, y luego con Pedro Lira, llegando a formar parte del selecto grupo de los más sobresalientes herederos del pintor. 
Celia Castro logró notoriedad pública con su participación en el Salón Oficial de 1884, donde presentó la ahora clásica obra, Las Playeras. La pintura muestra a dos muchachas caminado hacia el espectador con un fondo marino de luz tenue. Esta obra fue premiada en el certamen Edward en 1889, para luego ser adquirida por la comisión del museo nacional de bellas artes para luego pasar a manos del museo O’higginiano ubicado en la ciudad de Talca en 1934.

Su técnica coincide con la corriente pre-impresionista chilena. Gracias a este cuadro gana reconocimiento y puede a viajar el mismo año de la exposición junto a su maestro Pedro Lira a Francia por el lapsus de una temporada. 

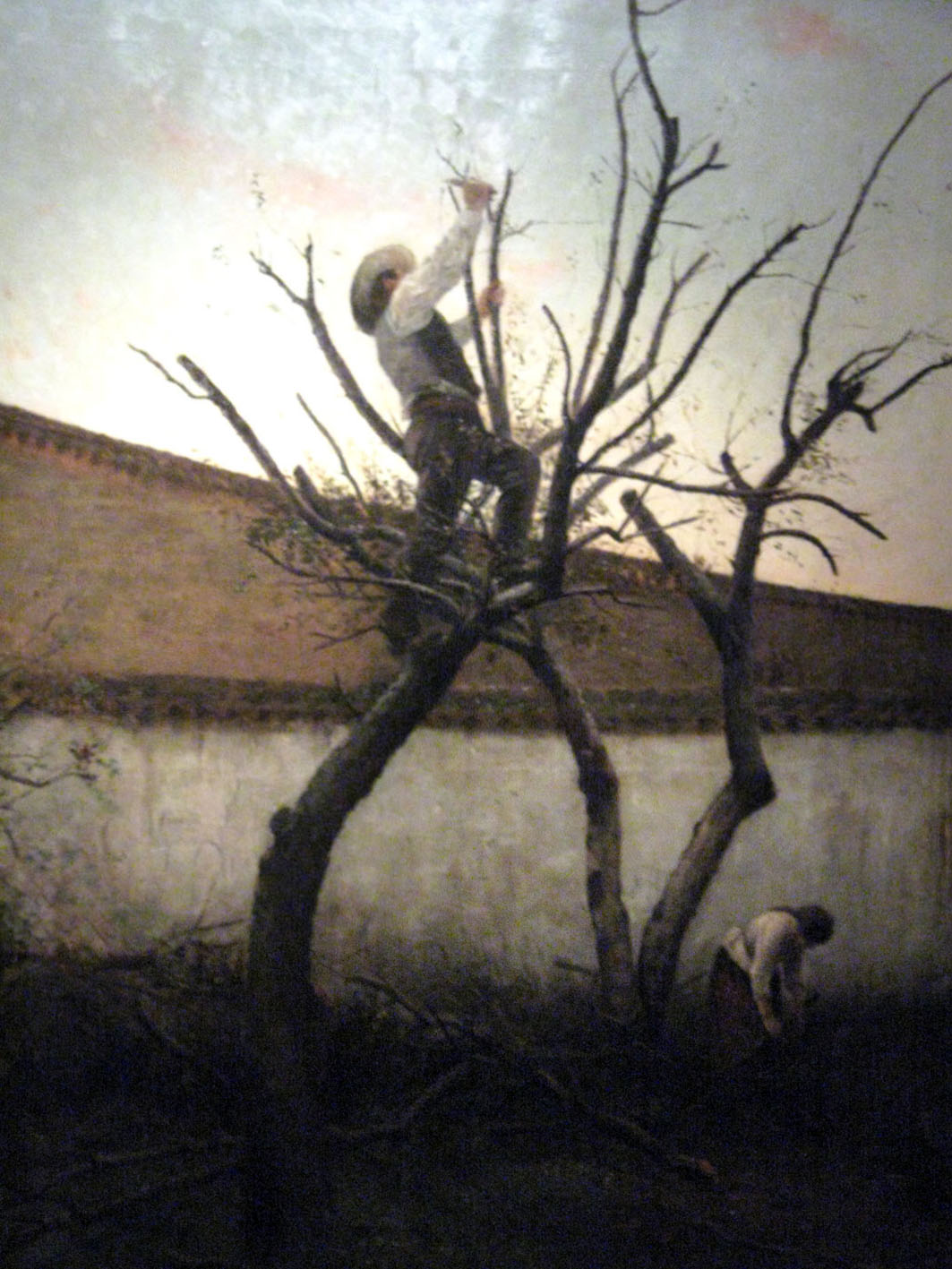
"La Poda" Reconocida obra de la pintora, se encuentra en exposición permanente dentro de la Pinacoteca de la Universidad de Concepción, es un óleo sobre tela. 150cm x 120cm

Durante su estancia en Chile la obra de la pintora se caracterizó por la utilización del óleo sobre tela para realizar retratos, paisajes y naturalezas muertas, destacándose especialmente en este último género. Sus obras son sentimentalmente serias, prefiriendo ocupar los tonos grisáceos y betunes opacos. 
En París su técnica se refinó y se amplió. Comenzó allí a pintar las calles y rincones de la ciudad. A su regresos sus nuevos cuadros le dan razones al gobierno para reconocer el talento de la mujer y la becan en 1904 para volver a Europa, acompañando nuevamente a su maestro Pedro Lira. De esta manera Celia Castro se convierte en la primera mujer becada de la historia artística chilena, para estudiar en el extranjero.
Sus obras comienzan a tener cada vez más independencia, mediante el uso de una pincelada más precisa y ordenada. La Poda se convierte en su obra cumbre, en ella, se pueden apreciar un hombre y una mujer cortando las ramas secas de un árbol en un paisaje campestre. Se conjugan en la pintura el uso de las técnicas aprendidas en la academia chilena, manifestada en la estructura compositiva, las enseñanzas de Lira, reconocible en su diseño humano y, también, se observa la sutil técnica melancólica que hereda de su encuentro con París. 
Llegan finalmente sus pinturas a ser elogiadas por críticos especializados en París, su trabajo se expone tanto en los salones parisinos como en los chilenos generando buenas críticas en ambos entornos. Regresa a Chile por última vez en el año 1927, donde reside por tres años más hasta su muerte en 1930.

## Legado
Celia Castro es una de las pocas pintoras de la época que realizó en una exposición individual en la Sala Latinoamericana de Bellas Artes, París 1904. El que una mujer chilena consiguiese una pensión para viajar a Francia, contribuyó a la mayor distribución de las labores femeninas, permitiendo sentar precedentes para dar cabida a futuras artistas como Rebeca Matte y las hermanas Mira, además, influyó fuertemente en sus compañeros de la academia de Artes. 
Su obra más conocida, la poda, se honró con una exposición especial en la Universidad de Concepción, dándole una vigencia actual al cuadro, haciendo alusión al tema de la deforestación dentro de la Región del Bio Bio, y las nuevas creaciones utópicas que se están generando en el siglo XXI.
Actualmente sus pinturas se incluyen en exposiciones de arte chileno académico y son poseídas principalmente por particulares. Almacenan algunas de sus pinturas el Museo de Bellas Artes, la Casa del Arte, el Museo Histórico O'Higginiano y el Palacio Baburizza en Valparaíso.

## Premios y distinciones

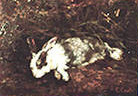
"Conejito". Obras con temáticas simples y de pequeño formato también formaron parte del repertorio de la artista. Trabajo así mismo con naturalezas muertas.

- 1884 Medalla de Segunda Clase. Santiago, Chile.
- 1884 Medalla de Primera Clase en Valparaíso, Chile.
- 1887 Primera Medalla de Dibujo, Santiago, Chile.
- 1887 Primera Medalla de Pintura, Santiago, Chile.
- 1888 Tercera Medalla en la Exposición General, Santiago, Chile.
- 1888 Diploma Especial de Honor acordado por los artistas. Santiago, Chile.
- 1888 Premio Aplauso del Jurado. Santiago, Chile.
- 1889 Tercera Medalla Exposición Universal de París. Francia.
- 1896 Premio Certamen Maturana. Salón oficial, Santiago, Chile.
- 1896 Premio de Género Certamen Edwards. Salón Oficial, Santiago, Chile.